# 第十五季超級籃球聯賽新人選秀會
2017年第15季SBL超級籃球聯賽新人選秀會為超級籃球聯賽（SBL）在第15季SBL開打之前舉辦的第11屆新人選秀會，於2017年7月27日舉行。本屆新人選秀會共有37人參與，最終有16人獲選，由謝宗融成為選秀狀元。

## 選秀結果
| →      | 順序一 | 順序二 | 順序三 | 順序四          | 順序五 | 順序六 | 順序七 |
| [ 2 ]  | 臺銀   | 金酒   | 璞園   | 富邦            | 台啤   | 裕隆   | 達欣   |
| ------ | ------ | ------ | ------ | --------------- | ------ | ------ | ------ |
| 第一輪 | 謝宗融 | 黃泓瀚 | 李家慷 | （金酒） 盧冠軒 | 吳曉謹 | 盧捷閔 | 溫立煌 |
| 第二輪 | 呂宗霖 | 勤明慶 | 關達祐 | 李盈鋒          | 放棄   | 放棄   | 放棄   |
| 第三輪 | 放棄   | 張銘峰 | 放棄   | 張書維          | 不適用 | 不適用 | 不適用 |
| 第四輪 | 不適用 | 邱日誠 | 不適用 | 黃宥森          | 不適用 | 不適用 | 不適用 |
| 第五輪 | 不適用 | 陳靖凱 | 不適用 | 放棄            | 不適用 | 不適用 | 不適用 |

| 輪次 | 總順位 | 球員 | 位置   | 選中球隊                  | 畢業/就讀學校          |
| ---- | ------ | ---- | ------ | ------------------------- | ---------------------- |
| 1    | 1      | 中鋒 | 謝宗融 | 臺灣銀行                  | 國立臺灣科技大學       |
| 1    | 2      | 前鋒 | 黃泓瀚 | 金門酒廠                  | 健行科技大學           |
| 1    | 3      | 後衛 | 李家慷 | 桃園璞園建築              | 新北市私立南山高級中學 |
| 1    | 4      | 後衛 | 盧冠軒 | 金門酒廠 （來自富邦勇士） | 國立臺灣師範大學       |
| 1    | 5      | 後衛 | 吳曉謹 | 台灣啤酒                  | 國立高雄師範大學       |
| 1    | 6      | 後衛 | 盧捷閔 | 裕隆納智捷                | 輔仁大學               |
| 1    | 7      | 中鋒 | 溫立煌 | 臺北達欣工程              | 義守大學               |
| 2    | 8      | 後衛 | 呂宗霖 | 臺灣銀行                  | 國立臺灣科技大學       |
| 2    | 9      | 前鋒 | 勤明慶 | 金門酒廠                  | 國立臺灣師範大學       |
| 2    | 10     | 後衛 | 關達祐 | 桃園璞園建築              | 國立體育大學           |
| 2    | 11     | 前鋒 | 李盈鋒 | 富邦勇士                  | 台灣首府大學           |
| 3    | 12     | 前鋒 | 張銘峰 | 金門酒廠                  | 國立臺灣師範大學       |
| 3    | 13     | 前鋒 | 張書維 | 富邦勇士                  | 醒吾科技大學           |
| 4    | 14     | 後衛 | 邱日誠 | 金門酒廠                  | 國立臺灣師範大學       |
| 4    | 15     | 前鋒 | 黃宥森 | 富邦勇士                  | 國立體育大學           |
| 5    | 16     | 前鋒 | 陳靖凱 | 金門酒廠                  | 國立臺灣體育運動大學   |

參考資料：

## 選秀權交易
1. 1 2  2016年8月3日，富邦勇士與金門酒廠進行交易[3]：
  - 富邦勇士獲得金門酒廠第十四季新人選秀會第一輪遴選球員張宗憲
  - 金門酒廠獲得富邦勇士第十四季新人選秀會第一輪遴選球員蘇奕晉、第十五季新人選秀會第一輪選秀權以及蕭順議

## 選秀報名
2017年6月6日，中華民國籃球協會宣佈本屆新人選秀會的資訊。7月13日，中華民國籃球協會宣佈共37人參與新人選秀會：
- 李治倫
- 邱日誠
- 林人愷
- 盧冠軒
- 關達祐
- 吳曉謹
- 吳宥達
- 林長逸
- 蔣喬安
- 許劭暐
- 呂宗霖
- 葉韋喬
- 李家慷
- 唐紹琦
- 江昇諭
- 鄭萱成
- 盧捷閔
- 張書維
- 陳景隆
- 林俊傑
- 黃泓瀚
- 黃宥森
- 黃哲鋒
- 李盈鋒
- 徐浩鈞
- 李育霖
- 張銘峰
- 陳丙霖
- 陳靖凱
- 陳昱錡
- 張漢銘
- 勤明慶
- 徐祥修
- 溫立煌
- 謝宗融
- 賴冠廷
- 楊竣傑